# Bah Joga
Bah Joga is een bestuurslaag in het regentschap Simalungun van de provincie Noord-Sumatra, Indonesië. Bah Joga telt 3476 inwoners (volkstelling 2010).